# Neritidae
Neritidae es una familia de gasterópodos, moluscos del orden Neritoida. Son caracoles pequeños y medianos, tanto marinos como de agua dulce. Tienen branquias y un opérculo característico. 

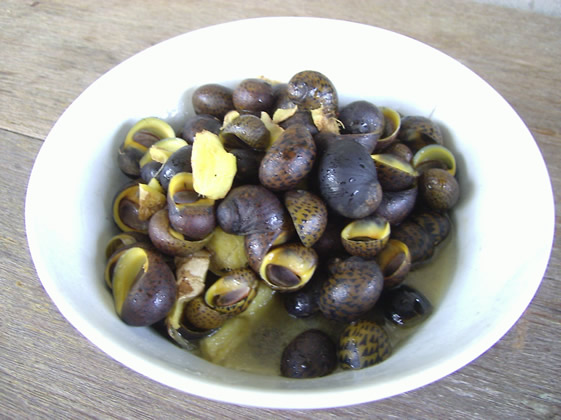
Un plato de nerites, género Neritina del Río Rajang, Sarawak, Malasia.

## Géneros

Vittina waigiensis

Géneros, subgéneros y especies incluidos en la familia Neritidae:
- Subfamilia Neritinae
  - Tribu Neritini
    - Género Bathynerita
      -         - Bathynerita naticoidea

    - Género Nerita Linnaeus, 1758
      - Subgénero Adenerita
      - Subgénero Amphinerita
      - Subgénero Cymostyla
      - Subgénero Heminerita
      - Subgénero Ilynerita
      - Subgénero Linnerita
      - Subgénero Melanerita Martens, 1889
        - Nerita atramentosa Reeve, 1855
        - Nerita melanotragus Smith, E. A., 1884

      - Subgénero Mienerita
      - Subgénero Nerita
      - Subgénero Ritena
      - Subgénero Theliostyla

    - Género Neritina
      - Subgénero Dostia
      - Subgénero Neritina
      - Subgénero Vittina

    - Género Turrita
      - Turrita vittata

    - Género Vitta
      - Vitta luteofasciatus

  - Tribu Theodoxini
    - Género Clithon
    - Género Clypeolum
      - Clypeolum auriculatum
      - Clypeolum granosum
      - Clypeolum latissimum

    - Género Fluvinerita
      - Fluvinerita tenebricosa

    - Género Neripteron
      - Neripteron granosus
      - Neripteron guerinii

    - Género Neritodryas
      - Neritodryas cornea
      - Neritodryas dubia
      - Neritodryas subsulcata

    - Género Puperita
      - Puperita pupa (=Puperita tristis)

    - Género Septaria
      - Septaria borbonica
      - Septaria janelli
      - Septaria lineata
      - Septaria porcellana
      - Septaria tessellata

    - Género Theodoxus
- Subfamilia Paffrathiinae
- Subfamilia Smaragdiinae
  -     - Género Gaillardotia
    - Género Magadis
    - Género Pisulina
      - Pisulina adamsiana

    - Género Smaragdella
    - Género Smaragdia
      - Smaragdia paulucciana
      - Smaragdia purpureomaculata
      - Smaragdia rangiana
      - Smaragdia souverbiana
      - Smaragdia tragena
      - Smaragdia viridis

    - Género Smaragoista